# Epignoma kilima
Epignoma kilima är en insektsart som först beskrevs av Ghauri 1975.  Epignoma kilima ingår i släktet Epignoma och familjen dvärgstritar.
Artens utbredningsområde är Nigeria. Inga underarter finns listade i Catalogue of Life.